# Charles Chibana
Charles Koshiro Chibana (ur. 11 września 1989) – brazylijski judoka. Olimpijczyk z Rio de Janeiro 2016, gdzie zajął siedemnaste miejsce w wadze półlekkiej.
Piąty na mistrzostwach świata w 2013; uczestnik zawodów w 2014, 2015, 2017 i 2018, a także zdobył dwa medale w drużynie. Startował w Pucharze Świata w 2010, 2011, 2013, 2016, 2017 i 2020. Złoty medalista igrzysk panamerykańskich w 2015. Zdobył trzy medale mistrzostw panamerykańskich w latach 2013 - 2016. Wygrał wojskowe MŚ w 2018. Dwukrotnie na podium mistrzostw Ameryki Południowej. 

## Letnie Igrzyska Olimpijskie 2016
| Konkurencja | Eliminacje              | Klas. końcowa |
| Konkurencja | Przeciwnik I            | Miejsce       |
| ----------- | ----------------------- | ------------- |
| 66 kg       | Masashi Ebinuma (JPN) P | 17.           |